# Système hiérarchique à l'époque Edo
Le système hiérarchique à l'époque Edo se réfère au système hiérarchique confucéen de classification des individus par rapport à leurs origines sociales et leurs métiers (身分制度, mibun seido) qui est apparu au Japon à la période Edo (江戸時代, Edo jidai). La notion de caste ne s'applique pas au Japon,  ce système était avant tout un système moral, il n'entrait que peu en considération dans la vie de tous les jours. Cependant, il a une importance considérable et imprègne encore aujourd'hui la culture du Japon.
En japonais, cette hiérarchie se résume en quatre kanjis représentant chacun un étage de la hiérarchie en partant du sommet jusqu'à la base : shi (士), nō (農), kō (工) et shō (商). Ainsi, on trouve parfois ce système de classe sociale sous le nom de « système shi-nō-kō-shō » (士農工商, shinōkōshō).

## Bushi
Au sommet de la hiérarchie se trouve la classe des guerriers (武士, bushi). Elle comprend les shoguns, les samouraïs et leurs entourages. Ils reçoivent une éducation guerrière et lettrée. Cette classe a droit de vie et de mort sur l'ensemble des autres classes.

### Daimyos
Les familles de bushi possédant le plus de terres, d'une valeur d'au moins 10 000 koku, étaient nommées les daimyos. Ces grands seigneurs étaient les plus nobles, après le shogun. Quand un Japonais inférieur croisait un daimyo sur une route, il devait en sortir et se mettre à genoux pour le laisser passer.

#### Shimpan daimyō
Ce sont les familles de daimyos étroitement apparentées à la famille Tokugawa, les plus influents et les plus puissants.

#### Fudai daimyō
Ce sont les familles de daimyos qui se sont ralliées aux Tokugawa avant la bataille de Sekigahara. Cette caste puissante et nombreuse occupait généralement les hautes fonctions du bakufu.

#### Tozama daimyō
Ce sont les familles de daimyos qui se sont ralliées aux Tokugawa après la bataille de Sekigahara. Cette caste un peu éloignée du pouvoir va néanmoins jouer un rôle prépondérant dans la révolution Meiji.

### Samouraï
Les samouraïs sont les bushi possédant le moins de terre. Ils sont fortement liés à des seigneurs, et, s'il arrive malheur à leur maître, ils doivent se faire seppuku. Ceux qui ne le font pas sont destitués et deviennent des rōnin (samouraï sans maître).

#### Hatamoto
Les hatamoto sont des samouraïs qui ont comme maître le shogun mais dont le fief n'a pas assez de valeur pour prétendre au titre de daimyō. Ce sont de fidèles serviteurs du bakufu. En 1722, on en recense 5 205 à la tête de fiefs d'une valeur moyenne de 600 koku. Ces fiefs proviennent du domaine personnel du shogun, dont ils cumulent un peu moins de la moitié de la valeur. Les hatamoto peuvent occuper différentes fonctions dans l'administration Tokugawa: ils peuvent servir dans la police comme yoriki (inspecteurs), être magistrats municipaux, juges ou collecteurs de taxes directement sur les terres de la maison Tokugawa, membres des conseils wakadoshiyori et occuper beaucoup d'autres positions, notamment dans les différents corps qui composaient la garde du shogun (shoin-ban, koshōgumi-ban, shimban etc).

#### Samouraï des daimyos
Ces samouraïs ont pour maître un daimyo, ils se doivent donc d'obéir d'abord au daimyo, parfois avant le shogun. C'est cette faiblesse de pouvoir du shogun qui provoquera sa perte[réf. nécessaire].

## Paysans
Vient ensuite la classe des paysans (農民, nōmin). Elle comprend une minorité de grands propriétaires terriens et une majorité de paysans souvent très pauvres. La raison de leur classement en haut de la hiérarchie, ainsi que la position des autres classes, vient en grande partie de l'importance que les Japonais accordaient à ceux qui « créent ». Les fermiers sont ceux qui créent la matière qui permet de vivre, c'est-à-dire la nourriture. Ils vivaient dans les nōka (農家), littéralement « fermes », les minka rurales.

## Artisans
Après ceux qui « créent », viennent ceux qui « transforment », c'est-à-dire les artisans (工業, kōgyō). Ils vivaient comme les marchands dans les machiya (町屋, lit. « maison des bourgs »), les minka urbaines. Comme au Moyen Âge quoiqu'à une échelle moindre, certains métiers sont liés directement à l'empereur. C'est notamment le cas des fondeurs, des forgerons, des tuiliers ou des miroitiers. 

## Marchands
En bas de la hiérarchie, viennent ceux qui vivent sans « créer », c'est-à-dire les marchands (商人, shōnin). Pour les Japonais de l'époque Edo, l'argent est quelque chose de sale, un mal malgré tout utile et ceux qui en vivent ne méritent pas de faveur. Cependant, le décalage entre la théorie et la pratique est des plus flagrants pour cette classe. En effet, les riches marchands avaient bien plus de prérogatives que les pauvres paysans.
En marge de ces quatre classes sociales, il en existait deux autres qui restent encore aujourd'hui un tabou au Japon pour les discriminations qu'elles ont subies.

## Etaou parias
Les bouchers, les tanneurs et d'une manière plus générale toutes les personnes pratiquant une activité liée à la mort faisaient partie de la classe des parias (穢多, eta) ceci en raison des préjugés bouddhiques de l'époque. Ce terme très péjoratif fut redéfini récemment sous le terme plus neutre de burakumin (部落民). Contrairement aux autres classes, même à la pire (voir hinin (非人) ou eta-hinin, littéralement les « non-humains »), les burakumin naissaient burakumin et ne pouvaient espérer changer de groupe. Malgré l'abolition officielle du statut de paria en 1871, les discriminations dont ils furent l'objet n'ont pas totalement disparu et certaines couches de la population japonaise moderne ne marieraient pas leurs enfants avec un membre d'une famille dont la lignée comprendrait un burakumin. Certains propriétaires immobiliers (en refusant de louer) ou certaines entreprises (en payant moins) pratiquent la ségrégation envers les burakumin. Aujourd'hui, la communauté burakumin compte plus de deux millions de personnes, dispersées dans plusieurs ghettos d'Ōsaka ou de Kyōto.

## Hininou intouchables
Si les burakumin étaient en marge de la société, il existait une classe qui en était totalement exclue, les « non-humains » (非人, Hinin). C'est la classe sociale de ce qu'on appelle péjorativement les « déchets de la société », c'est-à-dire les criminels et les mendiants. Mais, contrairement aux burakumin, ils avaient l'espoir, avec beaucoup de chance, de pouvoir réintégrer la société.